# 100 Greatest Britons
100 Greatest Britons – ranking stworzony w 2002 roku przez BBC, który na podstawie ankiet wyłonił listę najwybitniejszych Brytyjczyków  wszech czasów.
Oprócz rodowitych Brytyjczyków, którzy stanowili zdecydowaną większość w tym rankingu, pojawiło się tam także kilku obcokrajowców. Byli to m.in. Irlandczycy, jak Bono, Bob Geldof czy Ernest Shackleton; Freddie Mercury, który urodził się w Zanzibarze, gdy ten był jeszcze brytyjską kolonią; Alfred Wielki i Boudika, żyjący w czasach, kiedy pojęcie brytyjskości jeszcze nie istniało.
BBC wyemitowała serię telewizyjnych programów publicystycznych pt. Great Britons, która składała się z 10 odcinków na temat postaci z pierwszej dziesiątki.

## Lista
1. Winston Churchill, (1874–1965), premier w czasach II wojny światowej
2. Isambard Kingdom Brunel, (1806–1859), brytyjski inżynier, wybitny konstruktor statków parowych i mostów
3. Diana Spencer (1961–1997), księżna Walii, pierwsza żona Karola, księcia Walii i matka jego dwóch synów, najmłodsza córka Edwarda Spencera
4. Karol Darwin (1809–1882), biolog i twórca teorii ewolucji
5. William Szekspir (1564–1616), poeta i dramaturg
6. Isaac Newton (1643–1727), fizyk, matematyk i astronom
7. Elżbieta I (1533–1603), królowa Anglii 1558–1603
8. John Lennon (1940–1980), muzyk członek The Beatles, filantrop i aktywista pokojowy
9. Horatio Nelson (1758–1805), dowódca floty morskiej
10. Oliver Cromwell (1599–1658), polityk angielski, lord protektor Anglii, Szkocji i Irlandii (1653–1658)
11. Ernest Shackleton (1874–1922), irlandzki podróżnik i odkrywca
12. James Cook (1728–1779), odkrywca i podróżnik
13. Robert Baden-Powell (1857–1941), założyciel skautingu
14. Alfred Wielki (849?–899), szósty król Wesseksu, jeden z najwybitniejszych królów wczesnej historii Anglii
15. Arthur Wellesley (1769–1852), książę Wellington, arystokrata, wojskowy i polityk
16. Margaret Thatcher (1925–2013), premier 1979–1990
17. Michael Crawford (ur. 1942), aktor, pierwszy odtwórca roli Upiora w musicalu Upiór w Operze
18. Wiktoria (1819–1901), królowa Anglii 1837–1901
19. Paul McCartney (ur. 1942), muzyk The Beatles
20. Alexander Fleming (1881–1955), odkrywca penicyliny
21. Alan Turing (1912–1954), pionier informatyki
22. Michael Faraday (1791–1867), naukowiec
23. Owain Glyndŵr (1359–1416), książę Walii
24. Elżbieta II (1926–2022), królowa Wielkiej Brytanii 1952–2022
25. Stephen Hawking (1942–2018), fizyk teoretyczny
26. William Tyndale (1494–1536), tłumacz Biblii na język angielski
27. Emmeline Pankhurst (1858–1928), sufrażystka
28. William Wilberforce (1759–1833), polityk i filantrop
29. David Bowie (ur. 1947–2016), muzyk
30. Guy Fawkes (1570–1606), członek spisku na życie króla Anglii i Szkocji Jakuba I
31. Leonard Cheshire (1917–1992), lotnik i działacz charytatywny
32. Eric Morecambe (1926–1984), komik
33. David Beckham (ur. 1975), piłkarz
34. Thomas Paine (1737–1809), pisarz i myśliciel okresu oświecenia
35. Boudika (zm. ok. 60), królowa Icenów i Trynobantów zamieszkujących wschodnią Anglię
36. Steve Redgrave (ur. 1962), sportowiec
37. Thomas More (1478–1535), angielski myśliciel, pisarz i polityk
38. William Blake (1757–1827), poeta, pisarz, malarz i rytownik
39. John Harrison (1693–1776), angielski cieśla i zegarmistrz samouk
40. Henryk VIII (1491–1547), król Anglii 1509–1547
41. Charles Dickens (1812–1870), pisarz
42. Frank Whittle (1907–1996), konstruktor, opatentował silnik turboodrzutowy
43. John Peel (1939–2004), osobowość radiowa
44. John Logie Baird (1888–1946), szkocki inżynier, pionier telewizji
45. Aneurin Bevan (1897–1960), polityk
46. Boy George (ur. 1961), muzyk zespołu Culture Club
47. Douglas Bader (1910–1982), lotnik i działacz charytatywny
48. William Wallace (ok. 1270–1305), bohater narodowy Szkocji
49. Francis Drake (ok. 1540–1596), angielski dowódca morski
50. John Wesley (1703–1791), założyciel metodyzmu
51. Król Artur, legendarny monarcha celtycki
52. Florence Nightingale (1820–1910), angielska pielęgniarka i działaczka społeczna
53. Thomas Edward Lawrence (Lawrence of Arabia) (1888–1935), brytyjski archeolog, podróżnik i wojskowy
54. Robert Falcon Scott (1868–1912), badacz Antarktydy
55. Enoch Powell (1912–1998), polityk
56. Cliff Richard (ur. 1940), muzyk
57. Alexander Graham Bell (1847–1922), szkocki wynalazca telefonu
58. Freddie Mercury (1946–1991), muzyk zespołu Queen
59. Julie Andrews (ur. 1935), aktorka i piosenkarka
60. Edward Elgar (1857–1934), kompozytor
61. Elżbieta (1900–2002), królowa matka
62. George Harrison (1943–2001), muzyk zespołu The Beatles
63. David Attenborough (ur. 1926), osobowość telewizyjna
64. James Connolly (1868–1916), działacz narodowościowy Irlandii i ruchu robotniczego
65. George Stephenson (1781–1848), brytyjski inżynier, pionier kolejnictwa
66. Charlie Chaplin (1889–1977), komik i aktor
67. Tony Blair (ur. 1953), premier 1997–2007
68. William Caxton (ok. 1415~1422–ok. 1492), drukarz
69. Bobby Moore (1941–1993), piłkarz
70. Jane Austen (1775–1817), pisarka
71. William Booth (1829–1912), założyciel Armii Zbawienia
72. Henryk V (1387–1422), król Anglii 1413–1422
73. Aleister Crowley (1875–1947), brytyjski okultysta i mistyk
74. Robert I Bruce (1274–1329), król Szkocji
75. Nieznany żołnierz, żołnierz I wojny światowej
76. Robbie Williams (ur. 1974), muzyk i były członek zespołu muzycznego Take That
77. Edward Jenner (1749–1823), pionier wakcynologii
78. David Lloyd George (1863–1945), premier 1916–1922
79. Charles Babbage (1791–1871), angielski matematyk, astronom i mechanik
80. Geoffrey Chaucer (ok. 1343–1400), pisarz
81. Ryszard III (1452–1485), król Anglii 1483–1485)
82. J.K. Rowling (ur. 1965), pisarka
83. James Watt (1736–1819), wynalazca silnika parowego
84. Richard Branson (ur. 1950), biznesmen i łowca przygód
85. John Lydon (Johnny Rotten) (ur. 1956), muzyk
86. Bernard Law Montgomery (1887–1976), dowódca wojskowy
87. Donald Campbell (1921–1967), brytyjski kierowca wyścigowy
88. Henryk II (1133–1189), król Anglii 1154–1189
89. James Clerk Maxwell (1831–1879), fizyk
90. J.R.R. Tolkien (1892–1973), pisarz
91. Walter Raleigh (1552–1618), odkrywca
92. Edward I (1239–1307), król Anglii 1272–1307
93. Barnes Wallis (1887–1979), pionier lotnictwa
94. Richard Burton (1925–1984), aktor
95. Tony Benn (1925–2014), polityk
96. David Livingstone (1813–1873), podróżnik i odkrywca
97. Tim Berners-Lee (ur. 1955), pionier Internetu i wynalazca World Wide Web
98. Marie Stopes (1880–1958), promotorka kontroli urodzeń
99. John Cleese (ur. 1939), aktor i komik
100. Clive Sinclair (1940–2021), przedsiębiorca i odkrywca